# Syrmoptera
Syrmoptera is een geslacht van vlinders van de familie van de Lycaenidae.
De soorten van dit geslacht komen in tropisch Afrika voor.

## Soorten
- S. amasa (Hewitson, 1869)
- S. bonifacei Stempffer, 1961
- S. caritas Libert, 2004
- S. homeyeri (Dewitz, 1879)
- S. melanomitra Karsch, 1895
- S. mixtura (Hulstaert, 1924)